# Le Vilhain
Le Vilhain ist eine französische Gemeinde mit 269 Einwohnern (Stand 1. Januar 2022) im Département Allier in der Region Auvergne-Rhône-Alpes (vor 2016 Auvergne). Sie gehört zum Arrondissement Montluçon und zum Kanton Bourbon-l’Archambault.

## Geographie

### Lage
Le Vilhain liegt etwa 29 Kilometer nordnordöstlich von Montluçon.

### Gewässer
Das Gemeindegebiet wird im Osten vom Flüsschen Mouline durchquert das hier noch Ruisseau de Courjet genannt wird.

### Nachbargemeinden
Umgeben ist Le Vilhain von den Nachbargemeinden Cérilly im Norden, Theneuille im Nordosten und Osten, Louroux-Bourbonnais im Osten und Süden, Saint-Caprais im Südwesten und Westen sowie Le Brethon im Westen und Nordwesten.

## Bevölkerungsentwicklung
| Jahr      | 1962 | 1968 | 1975 | 1982 | 1990 | 1999 | 2006 | 2011 | 2019 |
| Einwohner | 594  | 501  | 361  | 321  | 289  | 267  | 267  | 262  | 275  |

## Sehenswürdigkeiten

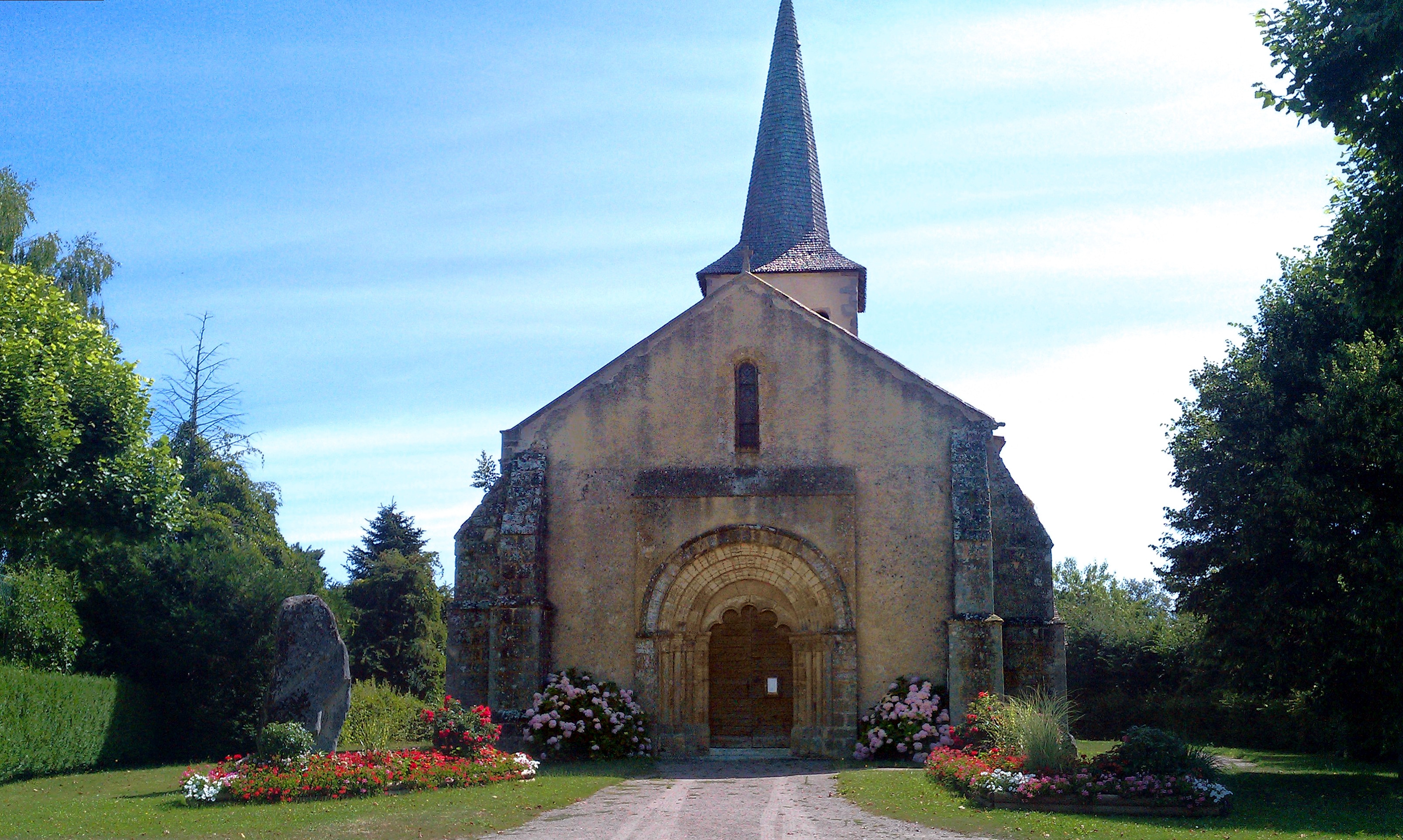
Kirche St-Martin mit dem Menir Pierre Chevriau

- Kirche St-Martin aus dem 13. Jahrhundert, Monument historique seit 1933
- Menhir Pierre Chevriau